# Jorge Rafael Videla
Jorge Rafael Videla (Mercedes, 2 de agosto de 1925-Marcos Paz, 17 de mayo de 2013) fue un militar y dictador argentino, miembro de la Junta Militar de 1976 a 1978 y presidente de facto de 1976 a 1981.
En el Juicio a las Juntas de 1985, durante el gobierno de Raúl Alfonsín, fue condenado a «la pena de reclusión perpetua, inhabilitación absoluta perpetua y accesorias legales (art. 12 del Código Penal), accesoria de destitución (art. 538 del Código de Justicia Militar) y pago de las costas», como autor de 469 crímenes de lesa humanidad (66 homicidios, 306 secuestros, 97 torturas y 26 robos). En 1990 recibió el indulto del presidente Carlos Saúl Menem, declarado nulo de nulidad absoluta en 2006.
En junio de 1998 fue otra vez detenido tras la resolución del juez Roberto Marquevich por apropiación de menores durante la última dictadura cívico-militar. Sin embargo, después de pasar 38 días preso, la Cámara Federal de San Martín, con la firma de los jueces Hugo Rodolfo Fossati y Francisco Juan Lugones, le concedió el beneficio del arresto domiciliario en atención a su edad, durante el gobierno de Carlos Menem. 
En octubre de 2008, el juez Norberto Oyarbide, durante el gobierno de Cristina Fernández de Kirchner, dispuso su traslado a la cárcel, por entende que la cárcel de la guarnición Campo de Mayo contaba "con el equipamiento, la infraestructura y el personal necesario" para atender cualquier emergencia médica. También consideró que "la gravedad de los hechos que se endilgan a Videla, resulta un escollo insalvable para el otorgamiento de su libertad ambulatoria". Estuvo encarcelado en la base militar de Campo de Mayo desde octubre de ese año hasta junio de 2012, cuando fue trasladado a la cárcel de Marcos Paz. El 22 de diciembre de 2010 fue otra vez condenado a prisión perpetua en cárcel común por el caso de los fusilamientos en la Unidad Penitenciaria 1 de San Martín, conocido como UP1. El 5 de julio de 2012 recibió una condena a cincuenta años de prisión por los delitos de sustracción, retención, ocultamiento y hacer incierto el estado civil de 20 menores de 10 años (arts. 138, 139 inciso 2 y 146 del CP). El 17 de mayo de 2013, a altas horas de la madrugada, fue encontrado muerto en su celda de la cárcel de Marcos Paz: según los medios, había sufrido un accidente que le provocó múltiples fracturas y una hemorragia interna, y no recibió asistencia médica. Tenía 87 años.

## Biografía
Jorge Rafael Videla nació el 2 de agosto de 1925 en la ciudad de Mercedes, provincia de Buenos Aires. Fue el tercero de los cinco hijos del coronel Rafael Eugenio Videla Bengolea (1886-1952) y María Olga Redondo Ojea (1897-1987). Fue bautizado en recuerdo de dos hermanos mayores mellizos, fallecidos de sarampión en 1923. Descendiente de una tradicional familia de la provincia de San Luis, a su vez con orígenes en Murcia, España, y con importantes ramificaciones en Mendoza, San Juan y Chile, muchos de sus antepasados tuvieron destacadas actuaciones políticas, como su tatarabuelo Blas Videla, líder del Partido Unitario, y su abuelo Jacinto Videla, gobernador de San Luis entre 1891 y 1893.
Inició sus estudios primarios en su ciudad natal, para más tarde continuar con éstos en el Colegio San José de Buenos Aires, manejado por los padres bayoneses, donde también estudiaron destacados personajes de la escena política y empresarial argentina, entre ellos el expresidente Hipólito Yrigoyen.[cita requerida]
El 7 de abril de 1948 contrajo matrimonio con Alicia Raquel Hartridge Lacoste, hija del diplomático Samuel Alejandro Hartridge Parkes (exministro de hacienda y ex embajador de Turquía) y de María Isabel Lacoste Álvarez. El matrimonio se conoció durante unas vacaciones en la localidad de El Trapiche, provincia de San Luis. Tuvieron siete hijos, dos de los cuales hicieron carrera en el ejército argentino y otro, Alejandro, murió a los diecinueve años mientras permanecía internado en la colonia psiquiátrica "Dr. Manuel A. Montes de Oca", a 20 kilómetros de Luján y a 69 kilómetros de Hurlingham (donde la familia Videla residía).

## Carrera militar
Jorge Rafael Videla ingresó al Colegio Militar de la Nación el 3 de marzo de 1942 y se graduó el 21 de diciembre de 1944 recibiendo el grado de subteniente de Infantería. Fue el 6.º de la promoción 73.ª sobre un total de 196 cadetes. Sus compañeros de promoción fueron Roberto Eduardo Viola, Carlos Guillermo Suárez Mason y Alberto Cáceres. Todos alcanzaron el generalato.
Cursó en la Escuela Superior de Guerra entre los años 1952 y 1954 y obtuvo el título de oficial de Estado Mayor. Formó parte de la Secretaría de Defensa entre 1958 y 1960, y dirigió la Academia Militar hasta 1962. En 1962 y 1963 adhirió al bando Colorado durante los enfrentamientos armados de Azules y Colorados, siendo uno de los tres oficiales colorados que lograron evitar la baja, durante los juicios que castigaron la sublevación.
Ascendió a coronel en 1966. Hacia 1970 era segundo comandante de la V Brigada de Infantería con asiento en Tucumán. Con el alzamiento obrero y popular conocido como el "Tucumanazo", el presidente de facto Roberto Marcelo Levingston lo designó gobernador interino de la provincia de Tucumán desde el 3 de agosto hasta el 3 de septiembre de 1970.
En 1971 obtuvo el ascenso general de brigada y el dictador Alejandro Agustín Lanusse lo nombró director del Colegio Militar de la Nación.
Al asumir el comando general el teniente general Jorge Rául Carcagno en mayo de 1973, quedó destinado como segundo comandante del I Cuerpo de Ejército con asiento en Capital Federal (era el comandante el general de división Leandro Enrique Anaya). Así, estuvo presente en el Operativo Dorrego realizado en octubre de 1973, entre soldados del Ejército y militantes de la JP (brazo juvenil de la organización guerrillera Montoneros). Su actitud lo mantuvo siempre tomando distancia de las militantes peronistas. Con el ascenso del teniente general Leandro Enrique Anaya al comando general en diciembre de 1973, este lo designó jefe del Estado Mayor General del Ejército (segundo mando de la institución).
Con el alejamiento de Anaya y el ascenso del teniente general Alberto Numa Laplane al comando en jefe el 14 de mayo de 1975, Videla quedó transitoriamente en disponibilidad. Laplane lo había propuesto para asumir el I Cuerpo (el de mayor peso político) sin embargo fue relegado por el ministro Adolfo M. Savino al Estado Mayor Conjunto, donde asumió el 4 de julio de 1975. Así, ocupó el cargo de jefe del Estado Mayor Conjunto hasta su promoción al comando general.

### Ascenso a comandante del Ejército
En agosto de 1975 quedó desatada la crisis militar. Un planteo conducido por los comandantes de Cuerpo II, Cuerpo III y Cuerpo V, generales de división Roberto Eduardo Viola, Carlos Delía Larocca y Carlos Guillermo Suárez Mason. Estaba comandado por Larroca, el general más antiguo. El descontento era con la permanencia del comandante general del Ejército, teniente general Alberto Numa Laplane, quien no había pedido el retiro del ministro del Interior, coronel Vicente Damasco. Así, el 28 de agosto de 1975 la presidenta resolvió promover a Videla al comando en jefe. Pasó a retiro el comandante del Cuerpo I, general de división Alberto Cáceres, identificado con el "lanussismo" y el sector "oficialista", cercano al gobierno.
La llegada de Videla a la titularidad de la fuerza fue dada a conocer por Antonio Cafiero:

El comandante del Ejército Numa Laplane es cuestionado por otros generales y perdió tal autoridad que hubo que reemplazarlo. Lo lógico hubiera sido el que estaba abajo del orden de antigüedad, pero este había producido el levantamiento en Campo de Mayo. Entonces yo le dije a la señora —Isabelita— que esa persona no podía ocupar el cargo […] El que seguía en el orden de la lista era Jorge Rafael Videla, de quien recibo información de que era apolítico, un hombre absolutamente profesional y que de ninguna manera podría encabezar un golpe.

Su ascenso por el planteo de los comandantes de cuerpo contó con el apoyo de la Armada y la simpatía de los sectores nacionalistas de la Fuerza Aérea del brigadier mayor Orlando Jesús Cappellini. El cambio de mandos operado por Videla designó comandantes de Cuerpo I, II, III y V a los generales Rodolfo Cánepa, Ramón Genaro Díaz Bessone, Luciano Benjamín Menéndez y Carlos Guillermo Suárez Mason. El general Riveros en Institutos Militares. El general Viola asumió la jefatura del Estado Mayor.
Durante su gestión ocurrió el ataque al cuartel del Regimiento 29 de Infantería de Formosa por militantes de Montoneros el 5 de octubre de 1975 y el feroz ataque al Arsenal militar 601 de Monte Chingolo por elementos del Ejército Revolucionario del Pueblo (ERP) el 23 de diciembre. Simultáneamente las fuerzas de Ejército terminaban de vencer al ERP en las operaciones del monte tucumano. El combate de Acheral del 10 de octubre de 1975 destruyó la fuerza de monte sellando la derrota definitiva de la organización guerrillera.
El 25 de diciembre de 1975 Videla pronunció desde Famaillá un famoso discurso. Era en ocasión de la celebración de la Navidad junto a los soldados destinados al Operativo Independencia. Algunos sectores lo señalan como el ultimátum al gobierno.
A fines de 1975 logró la hegemonía en el ejército con cambios de destinos y retiros. Suárez Mason asumió el I Cuerpo (el de mayor peso político militar) y el general de división Osvaldo Azpitarte lo suplantó en el V Cuerpo. Así, este generalato estaba repartido en dos sectores. El sector del "legalismo condicionado", encabezado por Videla y Viola, que se mostraba crítico hacia el gobierno pero demoraba toda posibilidad del golpe; y el sector "duro", encabezado por los comandantes de cuerpo, que pedía por el derrocamiento y continuar con la lucha antisubversiva.
| Ascensos            | Ascensos                |
| Grado               | Fecha de ascenso        |
| ------------------- | ----------------------- |
| Subteniente         | 22 de diciembre de 1944 |
| Teniente            | 15 de junio de 1947     |
| Teniente primero    | 3 de noviembre de 1949  |
| Capitán             | 1 de marzo de 1952      |
| Mayor               | 18 de julio de 1958     |
| Teniente coronel    | 28 de diciembre de 1961 |
| Coronel             | 17 de enero de 1966     |
| General de brigada  | 23 de noviembre de 1971 |
| General de división | 24 de octubre de 1975   |
| Teniente general    | 28 de noviembre de 1975 |

## Dictadura

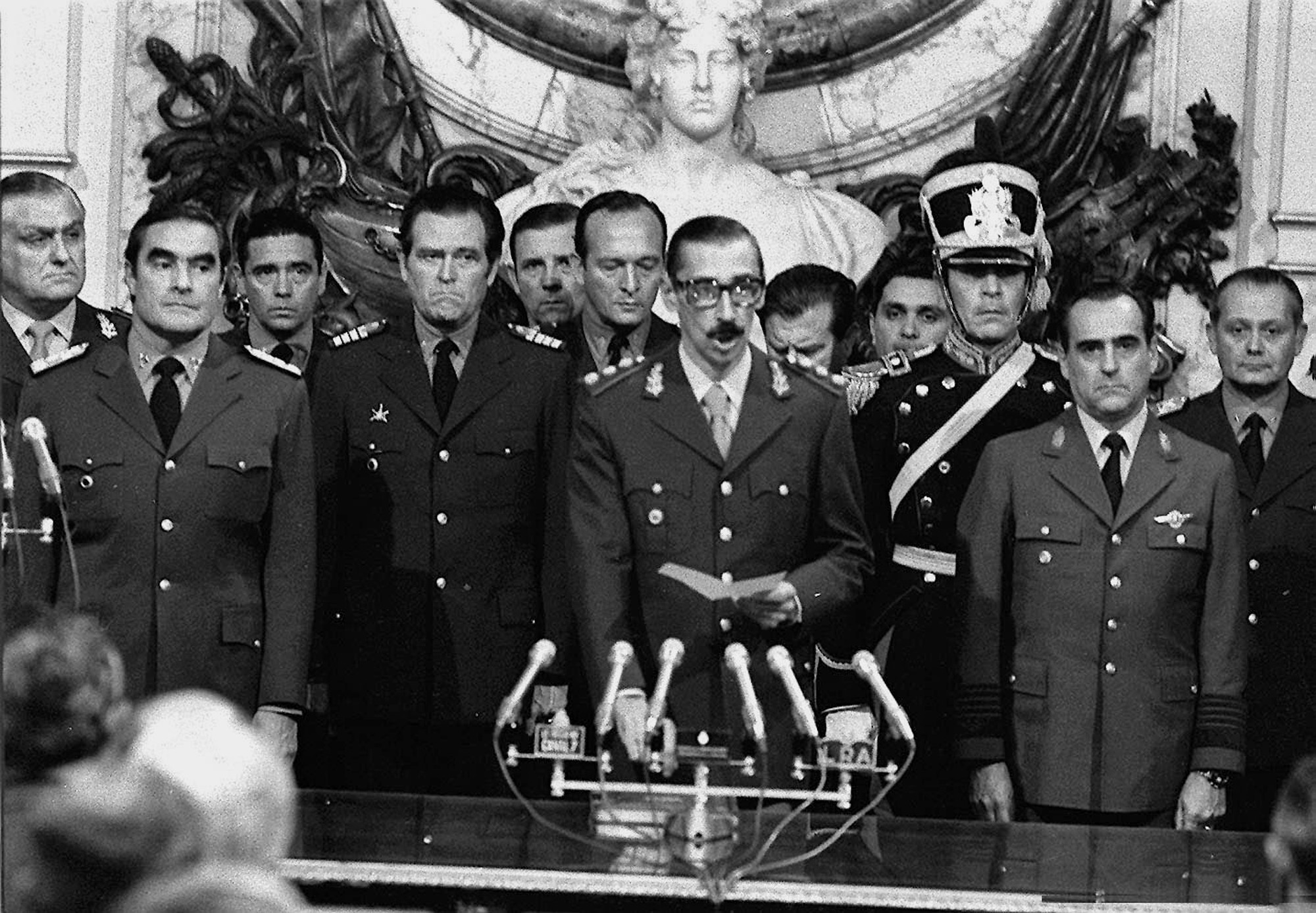
Videla con los demás miembros de la Junta Militar tomando posesión el 29 de marzo de 1976.

El 24 de marzo de 1976 encabezó, junto a Emilio Eduardo Massera y Orlando Ramón Agosti, el golpe de Estado que derrocó a la presidenta constitucional María Estela Martínez de Perón, disgregó a los partidos políticos, persiguió a los opositores y cerró las sesiones del Congreso Nacional, dando comienzo al autodenominado Proceso de Reorganización Nacional. Durante su administración, una disputa fronteriza con Chile estuvo a punto de provocar un conflicto armado. La dictadura canceló la Operación Soberanía por motivo de intervención oportuna del papa Juan Pablo II.
El 29 de marzo asumió la Presidencia de la Nación, que ocuparía hasta ser reemplazado por Roberto Eduardo Viola en 1981, al cumplir el período presidencial de cinco años establecido por la Junta Militar. Este fue el período más largo que un militar ocupara el cargo de presidente de facto en Argentina. Pese al cambio de junta tras el pase a retiro de Massera y Agosti, Videla, a pesar de también pasar a retiro, fue ratificado como presidente en 1978. Junto a Viola, Videla fue partidario de la «línea blanda»; proclive a una pronta apertura democrática y a un llamado a elecciones.

### Política económica

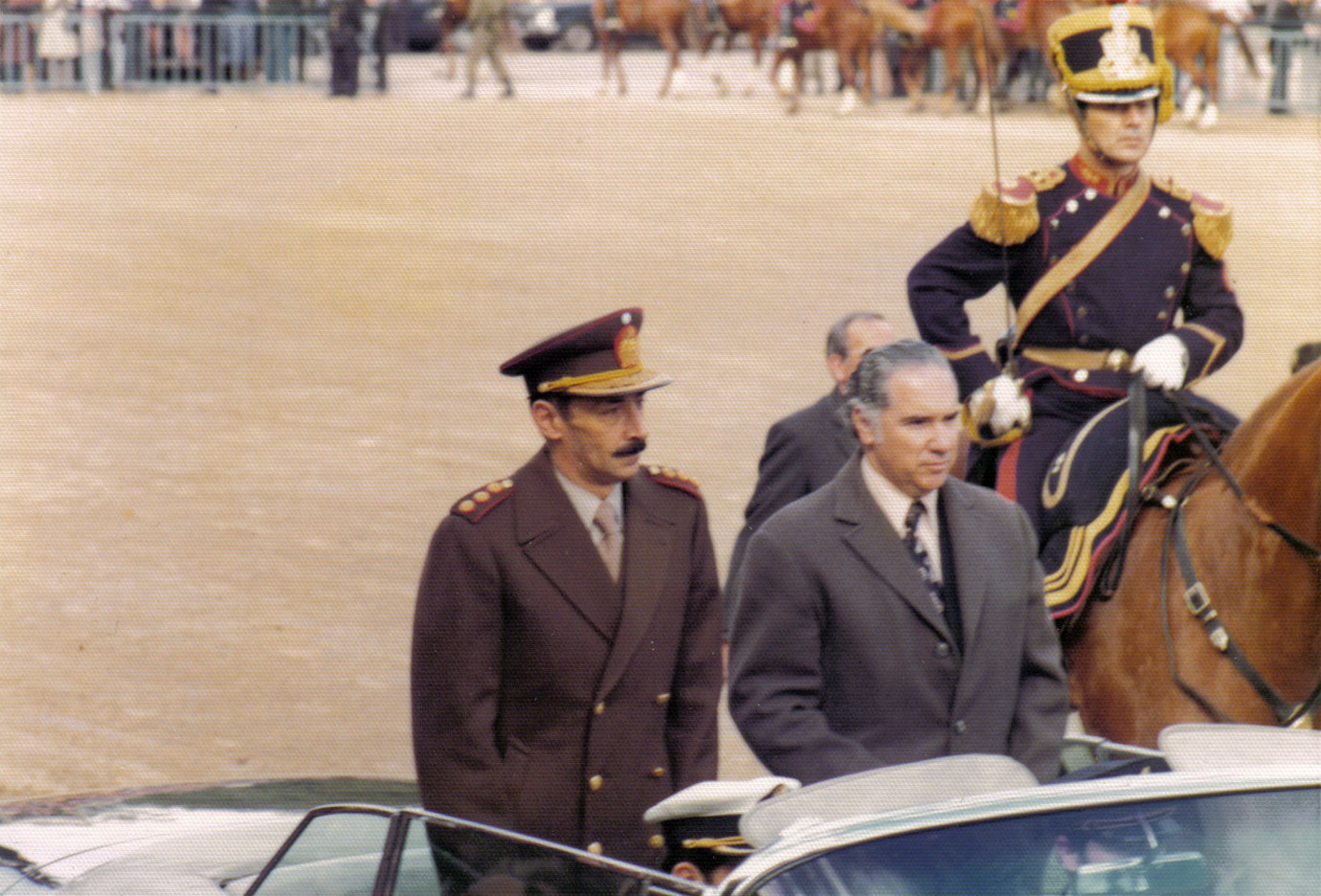
Jorge Rafael Videla en la inauguración de una edición de la Exposición Rural en Buenos Aires.

José Alfredo Martínez de Hoz condujo la economía durante toda la presidencia de Videla. En 1978 su plan monetarista calificado por algunos autores como neoliberal y con algunos aspectos desarrollistas (vinculados a los sectores más concentrados) dio indicios de agotamiento: la inflación anual llegó al 160 %, y el PBI descendió durante ese año cerca de un 3,2 %. En 1979 la tasa de inflación llegó a 139,7 %, con una economía estancada. Además, se generó una fuga del 25 % de los depósitos bancarios, los cuatro bancos más importantes del sistema fueron liquidados. Durante su gestión la deuda externa creció de 7000 millones de dólares a más de 40 000 millones de dólares, es decir, que en siete años se multiplicó casi seis veces. Durante 1980 las exportaciones cayeron un 20 % respecto del año anterior, las importaciones subieron un 30 %. En ese contexto se produjo el «crack bancario» de 1980, que puso fin a la etapa de la denominada «plata dulce». La quiebra del Banco de Intercambio Regional junto con el cierre de otras 37 entidades financieras, que a su vez repercutió en sectores industriales, originando una fuerte corrida bancaria y fuga de divisas. La deuda de diferentes empresas como Alpargatas S.A., Grupo Macri, Banco de Galicia, FATE -ASTRA, Bunge y Born S.A., Grafa S.A., Molinos Río de la Plata, Loma Negra S.A, Ingenio Ledesma,  Pérez Companc S.A., ACINDAR S.A., Bridas - Papel Prensa, fue transferida al Estado.
Sus medidas económicas, basadas en la apertura de los mercados y la liberalización de la legislación laboral vigente, contribuyeron al desmantelamiento de los sindicatos y la polarización de las diferencias clasistas.  Debido a la eliminación de las barreras arancelarias, la caída de la producción industrial y el saldo negativo de la situación exterior de Argentina durante el Proceso, el valor nominal de la deuda externa se multiplicó. Todo esto en beneficio de los grandes grupos económicos multinacionales y locales, que vieron acrecentadas sus ganancias enormemente gracias a dicho endeudamiento, que en lugar de ser destinado por el gobierno a inversiones productivas, fue destinado a la especulación financiera, promoviendo una moneda sobrevaluada (mediante un mecanismo conocido como «la tablita») que permitió al capital más concentrado del país hacer grandes negociados en la «timba financiera», en detrimento de la industria, cosa que por otro lado llevó a un crecimiento de la brecha entre ricos y pobres. Esta deuda es acrecentada todavía más en 1982, cuando Julio González del Solar, como presidente del Banco Central, decide licuar (estatizando) la deuda de dichos grandes grupos perjudicando al Estado y a la sociedad. Además, se estatizó la empresa CIAE. La pobreza, que desde los años 1940 se ubicó siempre debajo del 10 %, y que era del 5,8 % en 1974, subió al 37,4 % en 1980, cifras inéditas para el país. Además, el plan económico se caracterizó por altas tasas de inflación durante toda la dictadura. Así mismo, se incrementó la brecha en la distribución del ingreso, el coeficiente de gini paso de 0.365 en 1975 a 0.423 en 1982, observándose un marcado deterioro.
Documentos guardados en la Audiencia Nacional de España hallados en 2015 describe la existencia de una la red que manejaba los fondos robados a víctimas del terrorismo de Estado. El régimen de Videla montó varias empresas en este país y registró cuentas en distintos bancos de Europa, donde guardó grandes cantidades de dinero. Uno de los casos investigados fue el de Conrado Gómez,  abogado de Mendoza; desaparecido, sus bienes fueron robados por un comando militar y blanqueados a través de empresas y cuentas bancarias en el exterior.
El plan de Martínez de Hoz consistía en una reducción arancelaria que llegó a su máximo nivel en 1978, para darle competitividad a la economía y promover sus «ventajas naturales». Grandes empresas industriales cerraron sus plantas: General Motors, Peugeot, Citroën, Chrysler, Siam, Decca (Deutz-La Cantábrica), la planta de vehículos utilitarios de Fabricaciones Militares, Aceros Ohler, Tamet, Cura, Olivetti, y miles de medianas y pequeñas empresas industriales. Para 1980 la producción industrial había reducido un 10 % su aporte al PBI, y en algunas ramas como la textil, la caída superó el 15 %.
Existen discrepancias sobre el eje ideológico de la política económica durante su gestión. La misma fue calificada por algunos autores como de índole gradualista, desarrollista o neoliberal; no habiendo un consenso claro. Sin embargo, en el libro "Joe" de Martínez de Hoz, el mismo economista se declara gradualista  por no poder haber aplicado políticas más liberales o de shock por la intensa guerrilla que se vivía y que ponía la paz social en peligro. Por otro lado, la consideración de una política más moderada y sin reformas profundas, coincide con Videla que también describió a la gestión económica como condicionada por la guerrilla.

### La visita de la CIDH

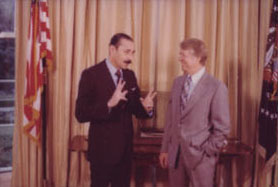
Videla en la Casa Blanca junto al presidente de los Estados Unidos Jimmy Carter en 1977. En esa ocasión, Carter le planteó su preocupación por la situación de los derechos humanos en Argentina.

El 6 de septiembre de 1979 llegó a la Argentina una delegación de la Comisión Interamericana de Derechos Humanos (CIDH) que durante dos semanas  entrevistó a personalidades de la política y la cultura y a miembros del gobierno; paralelamente, recibieron denuncias de familiares de detenidos desaparecidos por violaciones a los derechos humanos, para lo cual hicieron largas filas esperando frente al lugar donde actuaba la entidad. Patricia Derian, secretaria de Derechos Humanos del gobierno de Jimmy Carter, fue una gran impulsora de la comisión. Mientras la Comisión se entrevista con familiares de desaparecidos, algunos medios de comunicación publicaron cartas y editoriales reafirmando que Argentina era un país en paz.
Presionada por la visita de la Comisión Interamericana de Derechos Humanos, la Junta Militar se apresuró por dar a conocer un nuevo régimen legal sobre los desaparecidos.
Además de otras muchas consideraciones, el informe de la CIDH afirmó «que por acción u omisión de las autoridades públicas y sus agentes, en la Argentina se cometieron durante el período 1975-1979 numerosas y graves violaciones de fundamentales derechos humanos» que afectaron

El derecho a la vida, en razón de que personas pertenecientes o vinculadas a organismos de seguridad del Gobierno dieron muerte a numerosos hombres y mujeres después de su detención. El derecho a la libertad personal, al haberse detenido y puesto a disposición del Poder Ejecutivo Nacional a numerosas personas en forma indiscriminada. El derecho a la seguridad e integridad personal mediante el empleo sistemático de torturas y otros tratos inhumanos. El derecho de justicia, en razón de las limitaciones que encuentra el Poder Judicial para el ejercicio de sus funciones, de la falta de garantías en los procesos ante los tribunales militares y de la ineficacia del recurso de Habeas Corpus.

Videla en 1977 había declarado que:

En toda guerra hay personas que sobreviven, otras que quedan incapacitadas, otras que mueren y otras que desaparecen. Argentina está finalizando esta guerra y, consiguientemente, debe estar preparada para afrontar sus consecuencias. La desaparición de algunas personas es una consecuencia no deseada de esta guerra.

Después que partiera la Comisión, el 14 de diciembre de 1979, el periodista José Ignacio López, entonces cronista del diario Clarín, le preguntó  a Videla en una conferencia de prensa si el gobierno tenía alguna medida a estudio acerca de las denuncias que se habían realizado sobre desaparecidos y respondió:

Le diré que frente al desaparecido en tanto éste como tal, es una incógnita, mientras sea desaparecido no puede tener tratamiento especial, porque no tiene entidad. No está muerto ni vivo… Está desaparecido.

### Crisis del Beagle
Durante el gobierno militar, el conflicto limítrofe entre Argentina y Chile acerca de la soberanía sobre tres islas en el Canal de Beagle estaba pendiente de resolución y sometido al Laudo Arbitral de 1977 que ambas partes habían acordado obedecer.
En 1977 se dictó una sentencia que entregó las tres islas a Chile. La Junta Militar declaró la sentencia «insanablemente nula», colocando a ambos países al borde de la guerra. El 22 de diciembre de 1978 Videla dio partida a la Operación Soberanía, destinada a ocupar las islas militarmente. Sólo la intervención papal en el último minuto hizo desistir a la junta militar de comenzar la guerra. El papa Juan Pablo II inició una mediación, pero su propuesta fue rechazada por Videla, Viola, Galtieri y Bignone. Las tensiones continuaron hasta el retorno de la democracia a Argentina, tras la guerra de las Malvinas.
El conflicto no se resolvería hasta la firma del Tratado de Paz y Amistad de 1984, que resolvería la soberanía chilena sobre las islas.

### La batalla de la imagen

#### La «Campaña antiargentina»

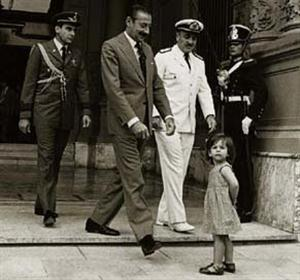
Jorge Rafael Videla se acerca a una niña en la puerta de la Casa de Gobierno.

La dictadura enfrentó un desafío mayor al tratar de recomponer su imagen pública en el exterior. Diversos grupos de opositores exiliados y algunos gobiernos denunciaron reiteradamente la situación de los derechos humanos en Argentina. El gobierno contratacó con el eslogan Los argentinos somos derechos y humanos y atribuyó las críticas a una «campaña antiargentina». Para la misma se valió del control casi absoluto que tenía sobre los medios de comunicación masivos —la revista Para tí, por ejemplo, repartió entre sus lectores postales destinadas a ser enviadas al extranjero, bajo el lema «Argentina toda la verdad»—, además de una significativa inversión de dinero público que se utilizó para sufragar material publicitario como las 250 000 calcomanías en 1979 con el lema «Los argentinos somos derechos y humanos», destinadas a que sus poseedores las exhibieran, por ejemplo, en las ventanillas de sus vehículos, y que costaron 16 117 dólares, que fueron embolsados por la empresa Libson S.A. El eslogan había sido ideado a pedido de la dictadura por la empresa Burson Marsteller, ya contratada en 1978 para mejorar la imagen de Videla. En su libro, El exilio. Argentinos en Francia durante la dictadura, Marina Franco investigó el rol de la prensa masiva y en particular los diarios La Nación, La Prensa y las revistas de la Editorial Atlántida (Gente, Para tí) que apoyaron al régimen de Videla y que difundían la idea de que los cuestionamientos por violaciones a los derechos humanos constituían una campaña antiargentina. Para tí publicó una serie de fotos postales del país que las lectoras debían enviar a un listado de personas e instituciones que eran los ‘agentes’ de la campaña antiargentina".

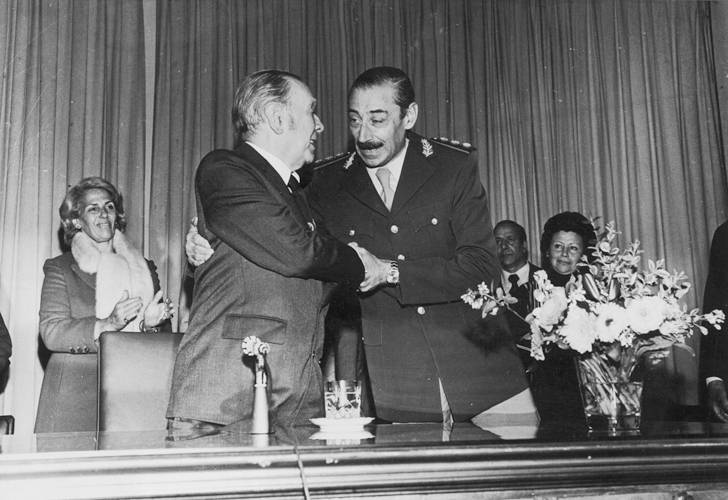
Fotografía del año 1978 en donde se observa a Videla en una conferencia saludando al escritor Jorge Luis Borges (1899-1986).

Ya el 19 de mayo de 1976 Videla protagonizó un almuerzo con un grupo de intelectuales argentinos, entre los que se contaban Ernesto Sabato, Jorge Luis Borges, Horacio Esteban Ratti (presidente de la Sociedad Argentina de Escritores) y el padre Leonardo Castellani. Este último le expresó su preocupación por otro escritor desaparecido, Haroldo Conti. Borges y Sabato exteriorizaron elogios al gobierno militar luego de esa comida.
El campeonato mundial de fútbol de 1978 fue transformado por el gobierno militar en un hecho político, intentando demostrar que en el país existía libertad. El entusiasmo de la sociedad ante el desempeño deportivo del seleccionado nacional fue utilizado por Videla para intentar demostrar que el pueblo apoyaba a la dictadura. De hecho, la multitud enfervorizada congregada en el estadio de River Plate, aclamó al dictador cuando entregó la copa al equipo argentino.

### Política de educación y cultura
Durante la presidencia de facto de Jorge Rafael Videla se prohibieron y quemaron libros, se persiguió y desapareció a los intelectuales opositores.
El 29 de abril de 1976 en Córdoba, una pila de libros ardió en el Regimiento de Infantería Aerotransportado de La Calera.

Se incinera esta documentación perniciosa que afecta al intelecto y a nuestra manera de ser cristiana —dice el comunicado oficial—, a fin de que no pueda seguir engañando a la juventud sobre nuestro más tradicional acervo espiritual: Dios, Patria y Hogar.

Ardieron, entre muchas obras, las novelas de Gabriel García Márquez, los poemas de Pablo Neruda y las investigaciones de Osvaldo Bayer. Desde el Ministerio de Educación y Cultura se gestó la «Operación Claridad»: plan de caza de opositores en toda el área cultural. Además de las desapariciones de artistas, intelectuales, docentes y alumnos, el plan produjo despidos masivos e inhabilitaciones para enseñar. La censura del libro El cubismo por la supuesta apología de Cuba; la prohibición de libros de matemáticas moderna por hacer referencia a la teoría de los conjuntos; la prohibición del libro El nacimiento, los niños y el amor de A. Rosenstiehl por la forma en que se explicaba a los niños como llegaban los bebés al mundo.
En un baldío de la localidad de Sarandí la dictadura realizó su mayor quema de publicaciones con un millón y medio de libros y fascículos del Centro Editor de América Latina, el sello que fundó Boris Spivacow, quien además tuvo un juicio por publicación y venta de material subversivo del que fue sobreseído. Bajo la conducción del general Harguindeguy, fue la Dirección General de Publicaciones dependiente del Ministerio del Interior la agencia especializada en el control cultural. Centralizó a nivel nacional el control sobre las actividades culturales. Además del comportamiento de los medios de comunicación, también se vigilaba la programación radial, televisiva y cinematográfica; y comisiones de seguimiento de los textos escolares
El gobierno de la Junta Militar dispuso una serie de procedimientos para neutralizar el «germen subversivo» que intentaba crear defensas en la sociedad. Estas fueron algunas de las acciones emprendidas:
En 1977, se distribuyó en las escuelas un material gráfico dirigido a los padres con hijos en edad escolar, titulado: «Cómo reconocer la infiltración marxista en las escuelas»:

Léxico marxista para uso de los alumnos: (…) Lo primero que se puede detectar es la utilización de un determinado vocabulario que, aunque no parezca muy trascendente, tiene mucha importancia para realizar este «trasbordo ideológico» que nos preocupa. Así, aparecerán frecuentemente los vocablos diálogo, burguesía, proletariado, América latina, explotación, cambio de estructuras, capitalismo.

- Historia, Formación Cívica, Economía, Geografía y Catequesis en los colegios religiosos, suelen ser las materias elegidas para el adoctrinamiento subversivo. Algo similar ocurre con Castellano y Literatura, disciplinas de las que han sido erradicados los autores clásicos, para poner en su lugar a 'novelistas latinoamericanos' o 'literatura comprometida' en general.
- Otro sistema sutil de adoctrinamiento es hacer que los alumnos comenten en clase recortes políticos, sociales o religiosos aparecidos en diarios y revistas, que nada tienen que ver con la escuela. Es fácil deducir cómo pueden ser manejadas las conclusiones.
- Asimismo, el trabajo grupal que ha sustituido a la responsabilidad personal puede ser fácilmente utilizado para despersonalizar al chico, acostumbrarlo a la pereza y facilitar así su adoctrinamiento por alumnos previamente seleccionados y entrenados para pasar ideas.

En el mismo año, el decreto 3155 prohibió la distribución, venta y circulación de los relatos infantiles Un elefante ocupa mucho espacio, de Elsa Bornemann, y El nacimiento, los niños y el amor, de Agnes Rosenstichl —ambos de Ediciones Librerías Fausto—, por tratarse de «cuentos destinados al público infantil con una finalidad de adoctrinamiento, que resulta preparatoria para la tarea de captación ideológica del accionar subversivo».
El decreto 538, de mayo de 1978, estableció para profesores y maestros la lectura y comentario obligatorio del folleto Conozcamos a nuestros enemigos, cuyo contenido resumió el diario La Prensa en ese mismo mes:

El texto tiende a facilitar a los docentes la comprensión del proceso subversivo en el país, especialmente en el medio educativo, y brinda elementos de juicio sobre la forma de obrar del marxismo. Expone también la estrategia particular de la subversión en el ámbito educativo, sus modos de acción en todos los niveles educativos y en la actividad gremial del ámbito educativo (sic). En las conclusiones del trabajo, cuya lectura y aceptación por parte del personal docente y administrativo es obligatoria, se expresa que «es en la educación donde hay que actuar con claridad y energía para arrancar la raíz de la subversión, demostrando a los estudiantes las falsedades de las doctrinas y concepciones que durante tantos años les fueron inculcando en mayor o menor grado».

En octubre de 1978, una resolución del Ministerio del Interior prohibió las obras «La educación como práctica de la libertad» (Editorial Siglo XXI) y «Las iglesias, la educación y el proceso de liberación humana en la historia» (Editorial La Aurora), del pedagogo brasileño Paulo Freire, ya que, según las autoridades, «sirven como medio para la penetración ideológica marxista en los ámbitos educativos. Por otra parte, su metodología para interpretar la realidad, el hombre y la historia es manifiestamente tendenciosa. Las fuentes de pensamiento del autor, como los modelos y ejemplos que expone, son de clara inspiración marxista y toda su doctrina pedagógica atenta contra los valores fundamentales de nuestra sociedad occidental y cristiana».
También en octubre de 1978 se prohibió la distribución de la novela La tía Julia y el escribidor, del escritor peruano Mario Vargas Llosa, argumentando que «revela distorsiones e intencionalidad, así como reiteradas ofensas a la familia, la religión, las instituciones armadas y los principios morales y éticos que sustentan la estructura espiritual e institucional de las sociedades hispanoamericanas y, dentro de estas, a nuestra Nación, contribuyendo a mantener y expandir las causas que determinaron la implantación del estado de sitio».
En julio de 1980, por decreto 2038, se prohibió la utilización en el ámbito escolar de la obra Universitas, Gran Enciclopedia del Saber, de Editorial Salvat, editada en Barcelona, por «incurrir en falseamiento de la verdad histórica (…) analizando uno de los períodos más importantes de la historia moderna, como es el proceso de industrialización, bajo la metodología inspirada en el materialismo dialéctico».
En el mismo decreto se prohibía el Diccionario Salvat:

Las dos obras revelan un proceso editorial sistemático, en el cual la Enciclopedia y el Diccionario cumplen la función expresa de ofrecer al estudiante (…) un léxico definitivamente marxista, mediante la utilización de palabras y acepciones que, lejos de corresponder fielmente a los significados propios de la lengua, tienden a sustituir estos por otros que responden y son típicos de esa ideología.

En septiembre de 1980, un comunicado ministerial prohibió el uso en las escuelas de los textos de Antoine de Saint-Exupéry, autor, entre otros, de El Principito.
Incluso se llegó a prohibir un libro de ingeniería titulado Cuba electrolítica por asociar, erróneamente, su título con el país caribeño. También se llegó al extremo de prohibir la enseñanza de algunos temas de matemática moderna y de teoría de conjuntos por considerarlos «subversivos».
Editores, periodistas, escritores, poetas, cantantes, fueron prohibidos:
- Aída Bortnik (escritora)
- Jorge Romero Brest (artista plástico)
- Roberto Cossa (dramaturgo y director de teatro)
- Crist (caricaturista)
- Joaquín Salvador Lavado Quino (caricaturista)
- Julia Elena Dávalos (cantante folclórica)
- Griselda Gambaro (escritora)
- Horacio Guaraní (cantautor folclórico)
- Nacha Guevara (actriz y cantante)
- César Isella (cantautor)
- Litto Nebbia (cantautor)
- Pacho O'Donnell (escritor)
- Gian Franco Pagliaro (cantante)
- Piero (cantautor)[74]
- Ariel Ramírez (pianista y compositor folclórico)
- Sergio Renán (cineasta)
- Mercedes Sosa (cantante folclórica)
- María Elena Walsh (cantautora y escritora)

Otros «desaparecieron» (fueron secuestrados, torturados y asesinados):
- Héctor Germán Oesterheld (guionista de historietas y escritor)
- Paco Urondo (periodista y escritor)
- Rodolfo Walsh (periodista, escritor y traductor)
- Haroldo Conti (escritor y docente)
- Tilo Wenner (periodista y poeta)

### Obra pública y sector privado
Diferentes obras públicas construidas durante su régimen quedarían empañadas por sobreprecios en las mismas Uno de los casos en los que fue posible conocer con detalle los pagos y coimas fue el gasoducto Loma de la Lata, entre Neuquén y Buenos Aires, construido por los tres grandes grupos económicos del país: Techint, SADE (de Pérez Companc) y Macrì, reunidos en el Consorcio Neuba. Uno de los principales holdings beneficiados durante su dictadura fue el Grupo Roggio  favorecido en la construcción de la nueva sede de Argentina Televisora Color  y el estadio Chateaux Carreras, en la previa del Mundial 78. Todas las obras de ese evento fueron denunciadas por grandes  sobreprecios y estafas. Pero además, durante esos años hicieron negocios con las obras de la Central Térmica y el aeropuerto de Tucumán, los Tribunales, el aeropuerto y la Central de Policía de Córdoba
Otro de los holdings que tuvieron un rápido crecimiento durante su régimen fue el Grupo Macri, que tuvieron un rol y un crecimiento destacado durante el autodenominado "Proceso de Reorganización Nacional". En 1976 al comenzar el régimen tenían siete empresas; al terminar la dictadura la cantidad había aumentado a 47. Entre ellas relevantes son Sevel Argentina (automotriz), Sideco Americana (construcciones), Socma Corp (financiera), Manliba (recolección de residuos), Itron (electrónica), Solvencia de Seguros (aseguradora), Prourban (inmobiliaria), Iecsa (instalaciones mecánicas), Perfomar (perforación petrolera)
Durante su régimen se otorgaron millonarios beneficios económicos obtenidos por pocas empresas. En el caso de la cementera Loma Negra, Videla autorizó a través de un decreto de 1977 la instalación de una nueva planta en la provincia de Catamarca y beneficios impositivos como la desgravación por diez años del impuesto a las ganancias y del impuesto sobre el capital de las empresas, además de la exención de derechos de importación. Acindar también recibió cuantiosos recursos estatales a través de los regímenes de promoción industrial y contratos preferenciales en obras públicas, lo que permitió adquirir otras empresas y fundar múltiples subsidiarias. También participó de la estatización de deuda privada y transfirió al Estado obligaciones por 652 millones de dólares.

## Enjuiciamiento y condena

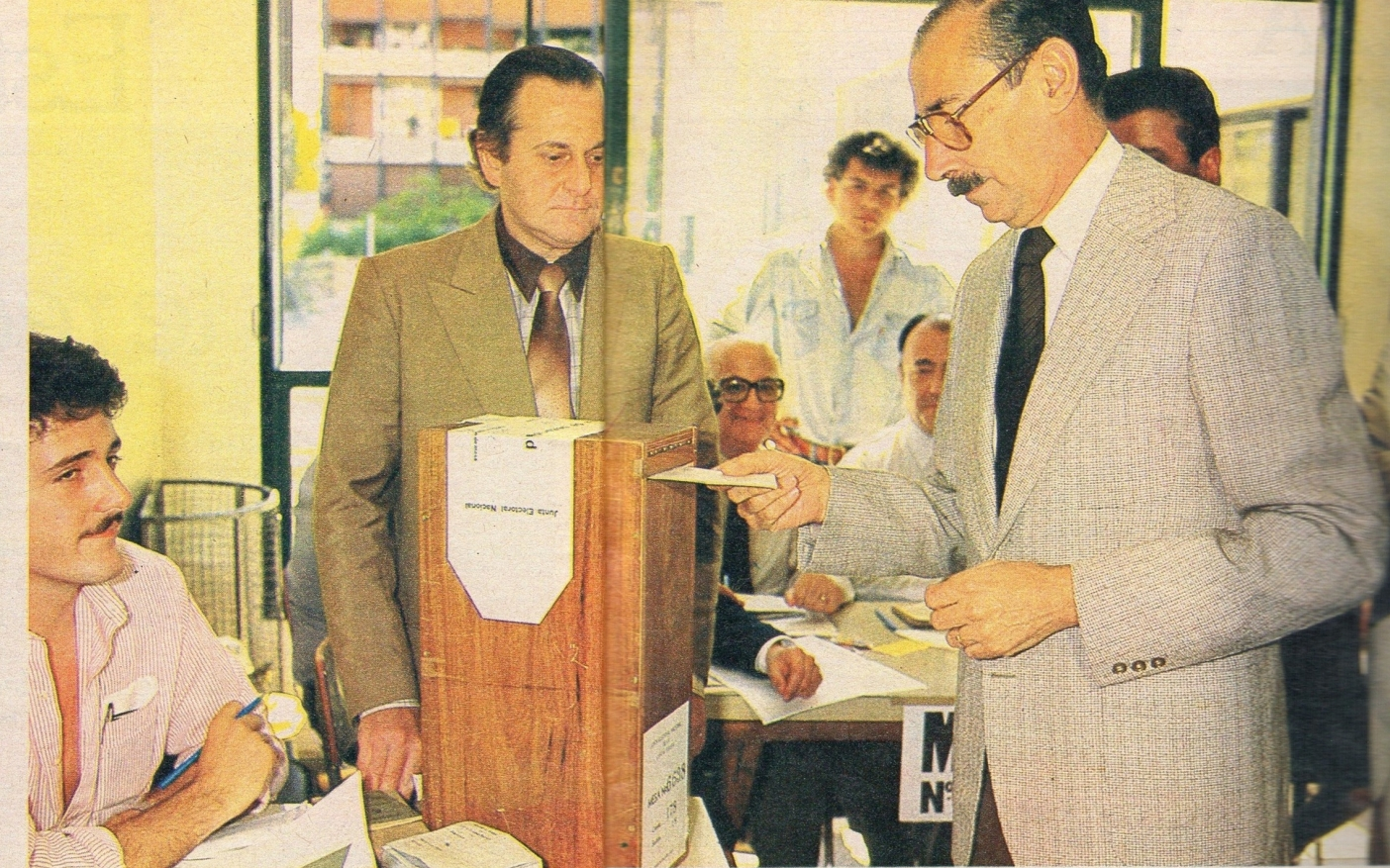
Videla votando en las elecciones de 1983, que marcaron la restauración de la democracia tras el final del Proceso.

Luego de restablecerse el régimen democrático en Argentina en 1983,  Jorge Rafael Videla fue juzgado y declarado culpable el 9 de diciembre de 1985 de los siguientes cargos: homicidio agravado por alevosía, reiterado en dieciséis oportunidades, homicidio agravado por alevosía y por el concurso de tres personas, por lo menos, reiterado en 50 oportunidades, privación legítima de la libertad agravada por amenazas y violencia reiterado en 306 oportunidades, tormentos, reiterados en 93 oportunidades, tormentos seguidos de muerte, reiterados en 4 oportunidades y robo, reiterado en 26 oportunidades. Fue sentenciado a reclusión perpetua, inhabilitación absoluta perpetua y destitución del grado militar. Los años de prisión que le hubieran correspondido a Videla si las penas fueran acumulativas  alcanzaban los 10.248 años (Seoane y Muleiro,2001).
La Cámara Nacional de Apelaciones en lo Criminal y Correccional Federal de la Capital Federal lo halló penalmente responsable de numerosos homicidios calificados, 504 privaciones ilegales de la libertad calificada, aplicaciones de tormentos, robos agravados, falsedades ideológicas de documento público, usurpaciones, reducciones a servidumbre, extorsión, secuestros extorsivos, supresión de documentos, sustracciones de menores, y tormentos seguidos de muerte. El fallo fue confirmado por la Corte Suprema de Justicia de la Nación en 1986.
Videla cumplió sólo cinco años de prisión efectiva. En 1990, el entonces presidente Carlos Saúl Menem hizo uso de la facultad presidencial de indulto para dictar su excarcelación, junto con la de otros miembros de juntas militares y jefes de la policía de la Provincia de Buenos Aires y del dirigente montonero Mario Eduardo Firmenich, por los decretos 2741/90 y 2742/90. Menem argumentó la necesidad de «superar los conflictos pasados» para justificar la segunda tanda de indultos a jefes militares y guerrilleros.
En 1998 regresó a prisión, aunque brevemente, después de que un juez dictaminara que las causas por sustracción de menores durante el terrorismo de Estado constituían un crimen de lesa humanidad, y por lo tanto imprescriptible. Pasó treinta y ocho días en la cárcel de Caseros hasta que se le concedió el derecho al arresto domiciliario en atención a su edad. En esa causa fue condenado, en julio de 2012, a 50 años de prisión.
Su extradición a Alemania era solicitada desde 2003 por el tribunal territorial de Núremberg, por su responsabilidad en el homicidio de la ciudadana alemana Elisabeth Kaesemann, asesinada en Argentina en mayo de 1977. En 2005 el sumario fue sobreseído por no hallarse constancia de un posible delito. La fiscalía de Nuremberg reabrió la causa contra Videla en diciembre de 2009 tras la aparición en Argentina del cadáver del ciudadano alemán Thomas Stawowiok.
El 10 de octubre de 2008 perdió el beneficio de la detención domiciliaria en su piso del barrio porteño de Belgrano, y fue trasladado a la cárcel que funciona en Campo de Mayo, la principal base militar del país. El juez Norberto Oyarbide argumentó para tomar esta decisión que la cárcel de la guarnición Campo de Mayo contaba "con el equipamiento, la infraestructura y el personal necesario" para atender cualquier emergencia médica. También consideró que "la gravedad de los hechos que se endilgan a Videla, resulta un escollo insalvable para el otorgamiento de su libertad ambulatoria".
El 27 de abril de 2010 la Corte Suprema de Justicia de la Nación (CSJN) declaró inconstitucionales a los decretos n.º 1002/89 y n.º 2745/90 de indulto a Videla, Harguindeguy y Martínez de Hoz. Posteriormente el 31 de agosto del mismo año la Corte ratificó la nulidad del decreto n.º 2741/90.
Fue imputado en la causa «UP1», en la cual se investigaban los fusilamientos ejecutados contra detenidos en la Unidad Penal 1 de Córdoba entre abril y octubre de 1976. En la misma causa quedó imputado el general de división Luciano Benjamín Menéndez y el coronel Vicente Meli (el general de división Juan Bautista Sasiaiñ había fallecido antes del juicio), entre otros oficiales superiores. En dicho juicio volvió a negar que el tribunal pudiera juzgarlo, afirmando que «este tribunal, a mi juicio, carece de competencia y jurisdicción para juzgarme por los hechos protagonizados por el ejército mientras yo fui su comandante en el marco de la guerra interna librada contra el terrorismo subversivo». También reivindicó su dictadura y se reconoció responsable por todos los crímenes cometidos diciendo que asumía «en plenitud mis responsabilidades castrenses en todo lo actuado por el Ejército Argentino en esa guerra interna a la que he hecho referencia. Y esa responsabilidad la asumo con total “prescindencia” de quienes fueron mis subordinados y se limitaron a cumplir mis órdenes».
El 22 de diciembre de 2010 el Tribunal Oral Federal N.º 1 de Córdoba lo sentenció con prisión perpetua (junto a Menéndez y Meli) en la causa «UP1». Allí quedó estipulado que debía purgar condena en cárcel común. En sus últimas palabras antes de la sentencia, el represor Jorge Rafael Videla volvió a reivindicar el terrorismo de Estado y justificó los crímenes de lesa humanidad que se le imputan: dijo que libró «no una guerra sucia, sino una guerra justa que aún no ha terminado». También repitió lo que venía afirmando desde que comenzó el juicio el 2 de julio: que «los enemigos derrotados de ayer cumplieron su propósito y hoy gobiernan el país e intentan un régimen marxista a la manera de Gramsci», refiriéndose implícitamente a los Gobiernos de Néstor Kirchner y de Cristina Fernández de Kirchner.
En el marco de la causa «Plan Sistemático», el 5 de julio de 2012, el Tribual Oral Federal N.º 6 de Capital Federal le dio una pena de 50 años de prisión por «sustracción, retención y ocultamiento de un menor de diez años en concurso ideal con el de hacer incierto el estado civil de un menor de diez años» en 18 casos.
El 27 de julio de 2012 fue procesado en la causa por la muerte de monseñor Enrique Ángel Angelelli (ocurrida el 4 de agosto de 1976 en la provincia de La Rioja), pero falleció antes del comienzo del juicio.
También fue investigado por la justicia española: documentos de la Audiencia Nacional de España hallados en 2015 describen la existencia de una red que manejaba los fondos robados a víctimas del terrorismo de Estado. Funcionarios de su gobierno como el comodoro de la Fuerza Aérea Argentina en la reserva Enrique Juncadella, el vicealmirante de la Armada argentina en la reserva (y exministro de Relaciones Exteriores de Videla) Oscar Antonio Montes y el capitán de fragata de la Armada Argentina en la reserva, Enrique Aldao, fueron acusados de montar varias empresas en ese país y registrar cuentas en distintos bancos de Europa, donde el juez Baltasar Garzón sospechaba que podrían haberse transferido grandes cantidades de dinero que podrían provenir de la intervención del General Carlos Guillermo Suárez Mason a la petrolera estatal Yacimientos Petrolíferos Fiscales o, directamente, al robo de propiedades de los desaparecidos. En la misma investigación se reveló que el mismo vicealmirante Montes  poseía una cuenta bancaria en Suiza. Videla nunca fue imputado en esa causa.

## Últimos años
En 2012 Jorge Videla se encontraba preso por crímenes de lesa humanidad, ocurridos durante la dictadura, en la base militar de Campo de Mayo. Desde allí, concedió una entrevista en febrero a la revista española Cambio 16, donde reivindicó la dictadura y sostuvo que el peor momento para los militares «llegó con los Kirchner», que por «un espíritu de absoluta revancha», impulsó la reapertura de juicios por delitos de lesa humanidad. Sus dichos provocaron el repudio de la mayoría del arco político argentino y de las organizaciones de derechos humanos. En junio de ese mismo año fue trasladado a una cárcel común, el penal de Marcos Paz.

## Muerte
Según el parte médico del Penal de Marcos Paz, Jorge Rafael Videla falleció a las 6:25 de la mañana del 17 de mayo de 2013, a la edad de 87 años por un paro cardiorrespiratorio, caracterizado en el parte médico como muerte natural. El ex dictador argentino fue encontrado sentado en un inodoro del penal sin pulso ni respiración, muerto donde cumplía con el castigo de cadena perpetua. En los últimos días había sufrido un accidente que le provocó múltiples fracturas y una hemorragia interna, y no recibió asistencia médica.
Hasta el día de su muerte, Videla justificó el terrorismo de Estado que impuso en Argentina durante su dictadura y nunca se arrepintió públicamente de sus crímenes.
Su fallecimiento provocó una importante cobertura periodística en los medios de comunicación de casi todo el mundo. Su entierro causó fuertes repudios en su pueblo natal, Mercedes, ya que tras anunciar que sería enterrado allí, tanto los propios vecinos de Mercedes como además también muchos activistas por los derechos humanos colgaron carteles en el acceso al cementerio con los nombres de los veintidós desaparecidos que tuvo esa ciudad durante el régimen militar que presidió. Videla ya era persona no grata en Mercedes: en 1998, el Concejo Deliberante por unanimidad votó esa declaración juzgándole indeseable. Finalmente fue sepultado en secreto en un cementerio de Pilar. Un portavoz del Estado Mayor General del Ejército declaró que no recibiría ningún honor militar en sus funerales por haber sido destituido del Ejército Argentino.